# 서울 지하철 1호선
서울 지하철 1호선(首爾 地下鐵 1號線)은 대한민국 서울특별시 중구 서울역과 동대문구 청량리역을 잇는 대한민국 최초의 도시 철도다.
서울 지하철 역사상 한강 이남 지역이 배제된 최초의 노선이어서 종로선(鐘路線)이라는 별칭으로 불리기도 하였으나, 공식적인 명칭은 아니다.
양 끝으로 경부선, 장항선, 경인선 및 경원선 등과 직결 운행하여 수송편의를 도모하고 있어서, 이 노선을 경유하는 다양한 운행 계통들을 수도권 전철 1호선이라고 통칭한다.
노선 색상은 원래 ●빨간색이었으나, 2000년 수도권 전철 안내 체계 개편에 따라 운영 비효율로 인하여 당시부터 더 많은 범위를 겸행하는 국철 구간의 계통색인 ●남색으로 단일화하였고, 색의 뜻은 미래다.
통행방향은 어디서든 좌측통행이다.

## 운영
총 연장 7.8 km로 현재 대한민국의 도시 철도 중에서 제일 짧으나, 이 노선을 운행하는 운행 계통인 수도권 전철 1호선이 경원선, 경부선, 장항선, 경인선 등을 경유하기 때문에 대한민국 그 어느 운행 계통보다 방대한 연계성을 자랑한다. 이 곳에서 운행되는 운행 계통들은 대부분 인천광역시, 경기도나 충청남도 등지로 연계된다. 해당 노선은 서울교통공사, 한국철도공사(코레일) 등 두 양사가 운영하고 있다.

### 차량
- 서울교통공사 1000호대 VVVF 전동차
- 서울교통공사 1000호대 저항제어 전동차
- 한국철도공사 311000 · 312000호대 전동차[3]

### 좌측 통행
서울 지하철 1호선은 서울교통공사 운영구간 중 유일무이하게 좌측 통행 방식이다. 대한민국 철도 환경은 원래 우마, 차량, 철도 차량이 좌측 통행인 일본의 영향을 받아 건설된 것이 많으며 이로 인하여 일반적인 철도 노선은 좌측 통행을 한다. 따라서 당초부터 좌측 통행 방식으로 설계된 경부선이나 경원선과의 연계를 전제했기 때문에 1호선도 좌측 통행 방식으로 설계되었다. 통행뿐만 아니라 차량, 토목, 신호 등 거의 대부분의 핵심 기술도 일본식 기술을 도입하였다.

## 역사

### 기원
1939년 사철 회사인 경춘철도주식회사가 현재의 서울 지하철 1호선과 동일한 구간의 지하철을 건설하여 경춘선과 연계하는 것을 계획하였고 총독부로부터 착공 인가까지 받았으나 자금이 부족하여 실행되지 못하였다.
1968년에 원활한 도로교통을 위해 서울전차가 폐지된 것은 서울로 이주해 온 도시 노동자들에게는 대량 수송이 가능한 대중교통이 하나 사라진 것이나 다름없었다. 결국 대한민국 철도청이 지하철에 대해 연구하였으나 다른 과제로 인해 묻혀버렸고, 당시 서울특별시장 윤치영과 김현옥에 의해 최초의 지하철 건설이 시작되었다.

### 1호선 건설의 본격 추진

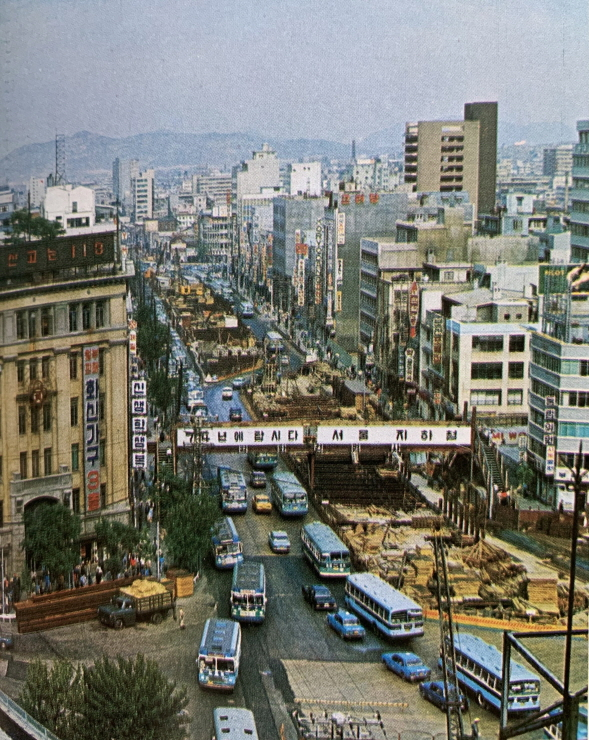
보신각 앞 (현 종각역) 지하철 공사 현장 (1971년)

예전에 철도청장을 지냈었던 양택식이 김현옥 후임으로 부임하면서 재임중에 지하철을 건설하겠다고 하였으나 김학렬 당시 경제부총리의 반대에 부딪혔다. 박정희는 결국 양택식의 편을 들어주었고, 일본과의 기술 제휴를 통해 지하철을 건설하겠다고 하였다.
서울 지하철 1호선 건설과 경부·경인·경위안 각 선의 전철화 사업은 엔 차관에 의해 이루어졌으며, 서울 지하철 1호선은 차량·신호·통신 분야 등에서 일본의 기술 협력에 의해 건설되었으며 개업 당시의 전철은 모두 일제였다. 지하철 건설에 일본은 8,000만달러의 차관을 공여하고, 장기간에 걸쳐 현지 지도 및 일본 국내 연수를 실시해 왔다.그 때문에, 현시점에서도 지시 확인 등, 기본적인 운용은 일본식이다.
종로선(서울 1호선)은 일반철도와의 직결 운행을 도입하였다. 이는 기존 청량리 - 성북, 서울 - 인천·수원간 철도를 (복선) 전철화하여 1호선과의 직결을 통해 서울을 제외한 수도권에 통근형 전동차를 운행하여 서울로의 진입을 용이하게 하기 위해서이다.

### 지하철 1호선의 개통
우선 초창기 서울 지하철의 계획은 다음과 같았다.
- 제1호선 서울역 ∼ 청량리 9.54 km (1971∼1974년 건설)
- 제2호선 영등포 ∼ 왕십리 35.5 km (1974∼1985년 건설)
- 제3호선 미아동 ∼ 퇴계로 경유 ∼ 불광동 21.5 km (1977∼1979년 건설)
- 제4호선 강남 포이동 ∼ 율곡로 경유 ∼ 대림동 34.5 km (1979∼1985년 건설)
- 제5호선 연희동 ∼ 종로 ∼ 천호동( ~ 광주대단지) 32 km (1978∼1985년 건설)

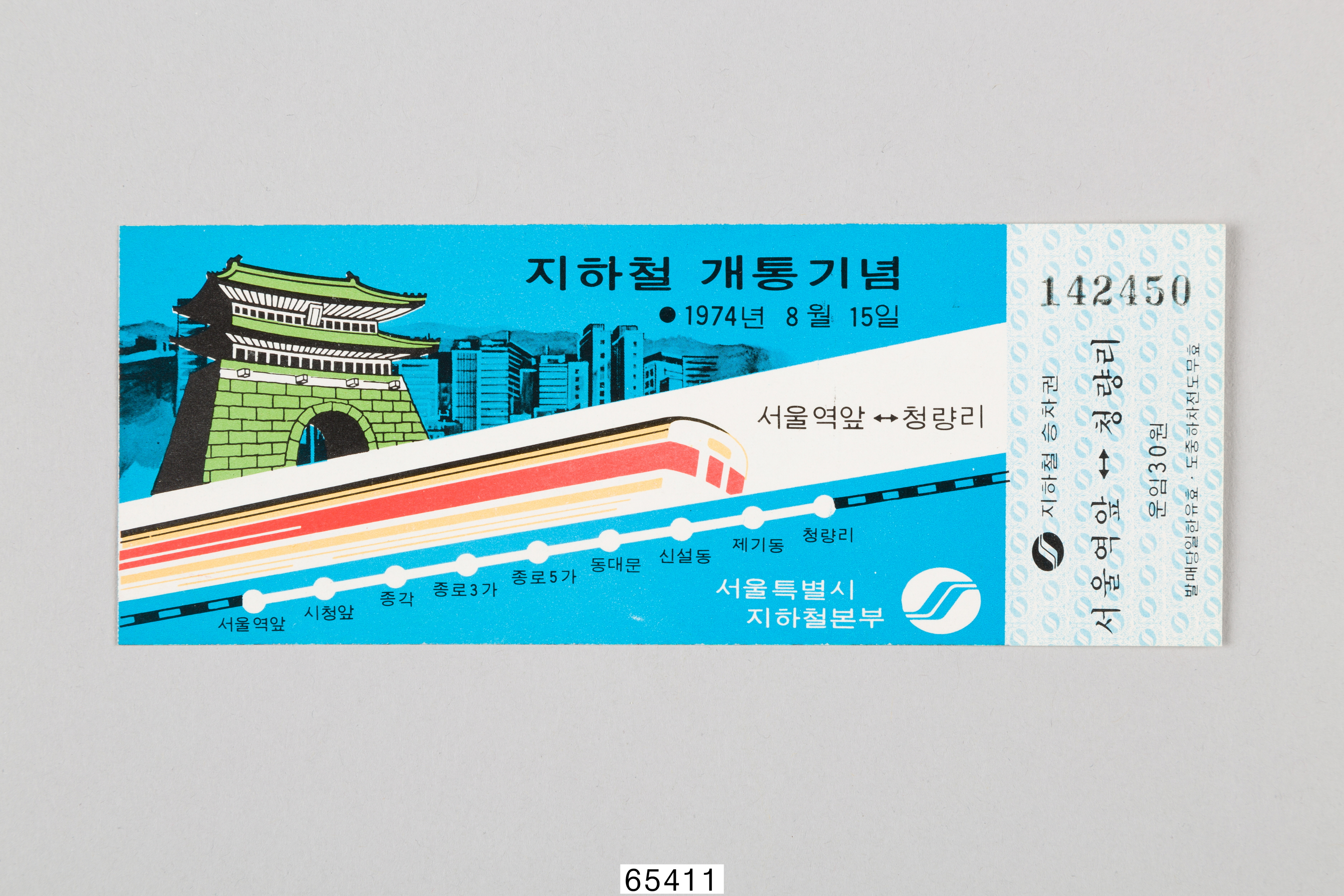
지하철 개통 기념 승차권

이 계획에 따라 1971년부터 3년간 지하철 첫번째 노선의 건설이 진행되었다.
1974년 8월 15일, 1호선과 국철(기존선 전철화)이 공식 개통되었다. 당시 조간신문들은 일제히 1호선의 준공을 축하하는 기사를 썼다. 하지만 개통식에 앞서 진행된  광복절 기념행사에서 박정희 당시 대통령의 영부인 육영수 여사가 재일교포 문세광에에게 피격되면서, 1호선 준공 기념식은 침울한 분위기 속에서 치러졌다. 이 사건으로 당시 양택식 시장은 결국 사퇴하고 구자춘이 새로운 서울특별시장으로 부임하게 되었다.

### 개통 후
비록 지하철 1호선 9개 역(당시 기준)에 운행 구간은 7.8 km 밖에 되지 않았으나 당시 기술로는 아주 획기적인 것이었다. 1974년 8월 15일 개통 이후 수도권 전철(성북 - 인천·수원)과 직결 운행을 시작하면서 수도권 지역으로 사통팔달 연결되기 시작하면서 이후 통근수요 증가 및 전동열차 운행구간 연장에 따라 이용객들이 점차 많아지게 되고 혼잡률도 극심해져 서울 지하철 1호선은 '지옥철'이라는 별명도 얻게 되었다.
하지만 서울 지하철 2호선이 구자춘 시장에 의해 을지로 순환선으로 노선을 확정하여 1984년에 완전 개통, 이후 3호선과 4호선이 1985년에 개통되면서 이러한 혼잡률은 크게 감소하였다. 이후 서울 지하철 3호선과 서울 지하철 4호선의 계획이 확정되어 공사에 착수한 1981년 9월 1일 서울특별시 지하철공사(현 서울교통공사)가 설립되어 운영을 맡게 되면서 발전을 거듭하게 되었다.
2005년 12월 21일에는 동대문역과 신설동역의 사이에 서울 지하철 6호선과의 환승역인 동묘앞역이 신설되었다.
2018년부터 서울 지하철 1호선을 청량리역에서 망우역까지 4.5km 연장을 서울시에서 검토하는 중이며 이 사업이 확장되면 서울교통공사 운영구간이 확장되는 첫 사례가 된다.

## 역 목록
| 역 번호              | 역명                     | 역명                                              | 역명                      | 접속 노선                                                                                    | 역간 거리 | 누적 거리 | 소재지     | 소재지   |
| 역 번호              | 한글                     | 로마자                                            | 한자                      | 접속 노선                                                                                    | 역간 거리 | 누적 거리 | 소재지     | 소재지   |
| -------------------- | ------------------------ | ------------------------------------------------- | ------------------------- | -------------------------------------------------------------------------------------------- | --------- | --------- | ---------- | -------- |
| ↑ 경부선 남영역 방면 |                          |                                                   |                           |                                                                                              |           |           |            |          |
| 133                  | 서울역                   | Seoul Station                                     | 首爾驛                    | ● 수도권 전철 4호선 ● 수도권 전철 경의·중앙선 ● 인천국제공항철도 ● 수도권 광역급행철도 A노선 | 0.0       | 0.0       | 서울특별시 | 중구     |
| 132                  | 시청                     | City Hall                                         | 市廳                      | ● 서울 지하철 2호선                                                                          | 1.1       | 1.1       | 서울특별시 | 중구     |
| 131                  | 종각                     | Jonggak                                           | 鐘閣                      |                                                                                              | 1.0       | 2.1       | 서울특별시 | 종로구   |
| 130                  | 종로3가                  | Jongno 3(sam)-ga                                  | 鐘路3街                   | ● 수도권 전철 3호선 ● 수도권 전철 5호선                                                      | 0.8       | 2.9       | 서울특별시 | 종로구   |
| 129                  | 종로5가                  | Jongno 5(o)-ga                                    | 鐘路5街                   |                                                                                              | 0.9       | 3.8       | 서울특별시 | 종로구   |
| 128                  | 동대문                   | Dongdaemun                                        | 東大門                    | ● 수도권 전철 4호선                                                                          | 0.8       | 4.6       | 서울특별시 | 종로구   |
| 127                  | 동묘앞                   | Dongmyo                                           | 東廟앞                    | ● 서울 지하철 6호선                                                                          | 0.6       | 5.2       | 서울특별시 | 종로구   |
| 126                  | 신설동                   | Sinseol-dong                                      | 新設洞                    | ● 서울 지하철 2호선 ● 서울 경전철 우이신설선                                                 | 0.7       | 5.9       | 서울특별시 | 동대문구 |
| 125                  | 제기동(한국건강관리협회) | Jegi-dong (Korea Association of Health Promotion) | 祭基洞 (韓國健康管理協會) |                                                                                              | 0.9       | 6.8       | 서울특별시 | 동대문구 |
| 124                  | 청량리(서울시립대입구)   | Cheongnyangni (University of Seoul)               | 淸凉里 (서울市立大入口)   | ● 수도권 전철 경의·중앙선 ● 수도권 전철 수인·분당선 ● 수도권 전철 경춘선                     | 1.0       | 7.8       | 서울특별시 | 동대문구 |
| ↓ 경원선 회기역 방면 |                          |                                                   |                           |                                                                                              |           |           |            |          |

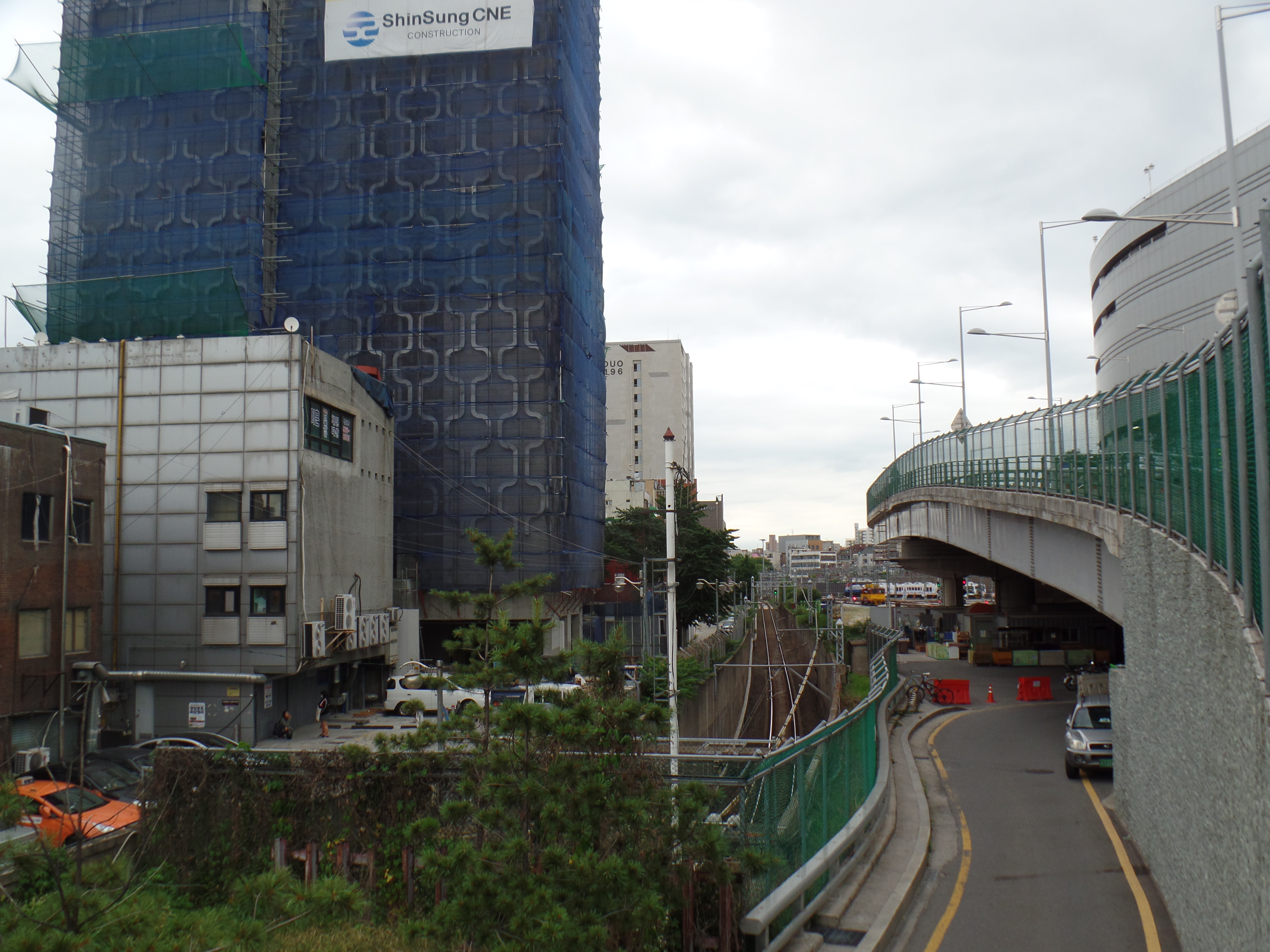
청량리역 앞의 지하구간 출구
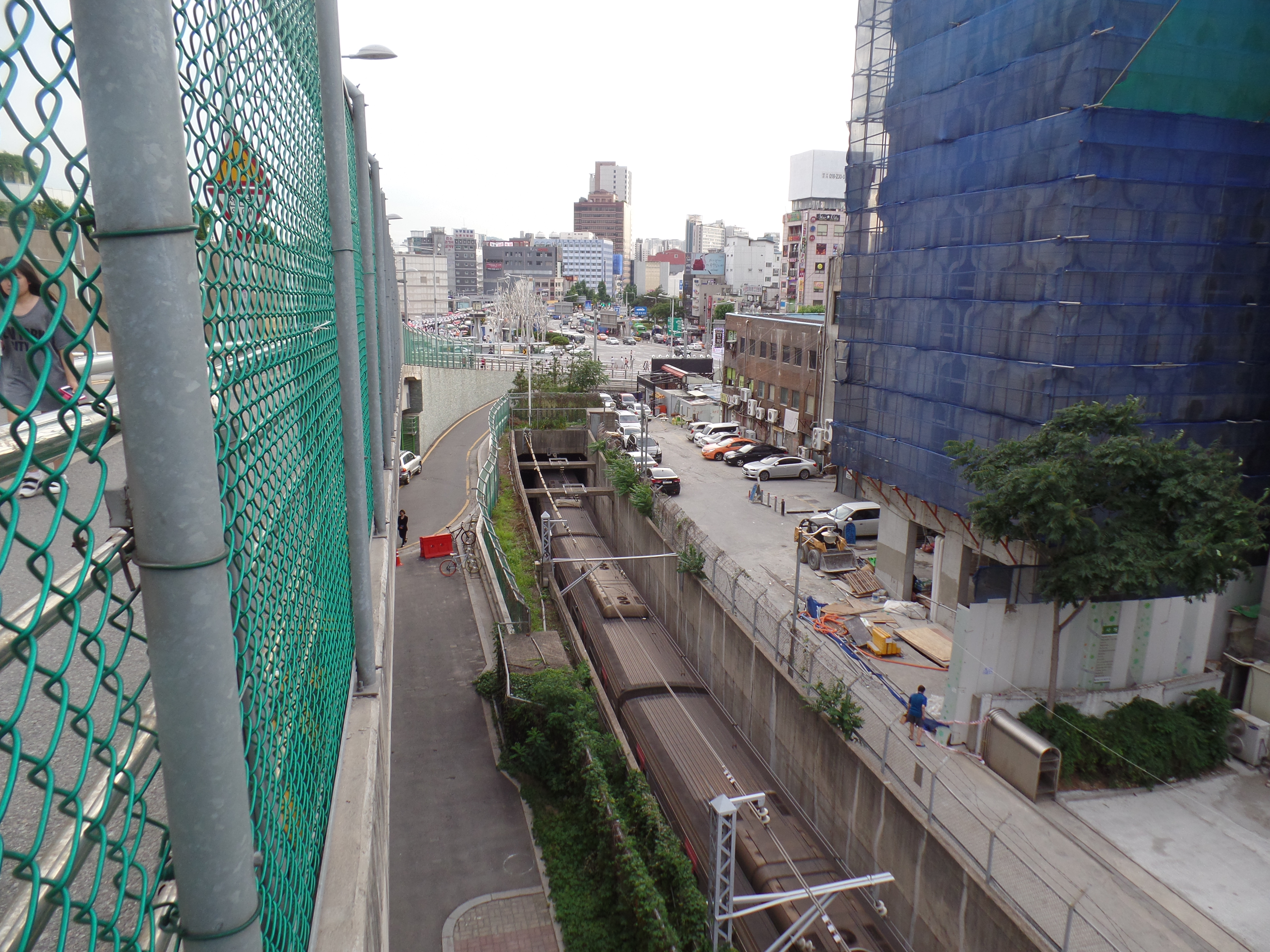
청량리역 앞의 지하구간 출구와 지하구간에서 나오는 전동차

## 이용객 변동
서울역 ~ 청량리역 구간만 해당된다.
| 노선  | 노선   | 일평균 인원수 (명/일) | 일평균 인원수 (명/일) | 일평균 인원수 (명/일) | 일평균 인원수 (명/일) | 일평균 인원수 (명/일) | 일평균 인원수 (명/일) | 일평균 인원수 (명/일) | 일평균 인원수 (명/일) | 일평균 인원수 (명/일) | 일평균 인원수 (명/일) | 각주  |
| 노선  | 노선   | 2000년                | 2001년                | 2002년                | 2003년                | 2004년                | 2005년                | 2006년                | 2007년                | 2008년                | 2009년                | 각주  |
| ----- | ------ | --------------------- | --------------------- | --------------------- | --------------------- | --------------------- | --------------------- | --------------------- | --------------------- | --------------------- | --------------------- | ----- |
| 1호선 | 승차   | 322,367               | 317,212               | 311,045               | 303,390               | 315,547               | 318,562               | 307,286               | 305,499               | 301,688               | 295,089               | [ 7 ] |
| 1호선 | 하차   | 330,626               | 322,857               | 313,011               | 304,958               | 311,251               | 309,404               | 301,813               | 298,039               | 293,984               | 289,001               | [ 7 ] |
| 1호선 | 승하차 | 652,993               | 640,069               | 624,057               | 608,348               | 626,798               | 625,206               | 609,098               | 603,538               | 595,672               | 584,090               | [ 7 ] |
| 노선  | 노선   | 2010년                | 2011년                | 2012년                | 2013년                | 2014년                | 2015년                | 2016년                | 2017년                | 2018년                | 2019년                | [ 7 ] |
| 1호선 | 승차   | 295,479               | 306,836               | 302,212               | 303,123               | 308,322               | 292,948               | 291,458               | 280,917               | 272,749               | 277,228               | [ 7 ] |
| 1호선 | 하차   | 288,965               | 296,453               | 290,562               | 293,990               | 300,304               | 285,466               | 283,420               | 273,486               | 268,869               | 273,922               | [ 7 ] |
| 1호선 | 승하차 | 584,444               | 603,289               | 592,774               | 597,113               | 608,626               | 578,414               | 574,848               | 554,403               | 541,618               | 551,150               | [ 7 ] |
| 노선  | 노선   | 2020년                |                       |                       |                       |                       |                       |                       |                       |                       |                       | [ 7 ] |
| 1호선 | 승차   | 184,650               |                       |                       |                       |                       |                       |                       |                       |                       |                       | [ 7 ] |
| 1호선 | 하차   | 181,720               |                       |                       |                       |                       |                       |                       |                       |                       |                       | [ 7 ] |
| 1호선 | 승하차 | 366,370               |                       |                       |                       |                       |                       |                       |                       |                       |                       | [ 7 ] |

## 같이 보기
- 인천 도시철도 1호선
- 경부선
- 경원선
- 경인선
- 1기 지하철
- 서울 지하철
- 수도권 전철 1호선
- 지하철 1호선 (대한민국의 뮤지컬)